# Laurens Devos
Laurens Devos es un jugador de tenis de mesa belga que fue campeón paralímpico en Río de Janeiro en la clasificación 9 individual masculina. También ha ganado cuatro títulos europeos y un título mundial.

## Biografía
Devos vive en Oostmalle. Hijo de Mario Devos y Christel, tiene 2 hermanos y una hermana gemela, Isabel. Su hermano mayor, Robin Devos, es desde el 14 de septiembre de 2016 el segundo jugador de tenis de mesa belga sin discapacidades mejor clasificado, ocupando la posición 119 en el ranking mundial.
Debido a la falta de oxígeno al nacer, sufre de hemiplejía leve que resulta en una pérdida de movilidad en el lado derecho de su cuerpo. Estudia en la Topsportschool de Lovaina, siendo el único alumno con discapacidad.

## Carrera deportiva
Fue clasificado como número 2 del mundo en su clase antes de ir a los Juegos Paralímpicos. En 2014 ganó el Trofeo GDF Suez (el premio al para-atleta belga más prometedor). Ganó el Campeonato de Europa de 2015 en Vejle, Dinamarca. Es campeón nacional de tenis de mesa en su categoría de edad (categoría sin discapacidades).
Con su victoria sobre el holandés Gerben Last en 3 sets seguidos, se convirtió en el jugador más joven en ganar el oro en tenis de mesa en los Juegos Paralímpicos.
En los premios ITTF Star de 2016, ganó el premio Male Para Table Tennis Star, al jugador de tenis de mesa paralímpico del año.
Llegó a la primera ronda del Campeonato Mundial Juvenil de Tenis de Mesa 2016, pero perdió 4-3 ante el austriaco Andreas Levenko.
El 17 de diciembre de 2016, fue nombrado Paralímpico del Año en la ceremonia del Deportista Belga del Año.
Ganó su primer título de campeonato mundial en 2018 en Lasko, Eslovenia, al derrotar a Iurii Nozdrunov de Rusia.